# سانت ألبانز (دائرة انتخابية في المملكة المتحدة)
سانت ألبانز (بالإنجليزية: St Albans)‏ هي إحدى الدوائر الانتخابية في المملكة المتحدة الممثلة في مجلس العموم في برلمان المملكة المتحدة.
عضو البرلمان الذي يمثلها حالياً هو :Anne Main (Con).